# Satra
Satra, aš-Šaṭra, ash-Shaţra(h), város Irakban, Dhi Kár tartományban, a Gharraf csatorna találkozásánál. A 2008-as becsült népességi adatok szerint 63 550 lakosa volt.

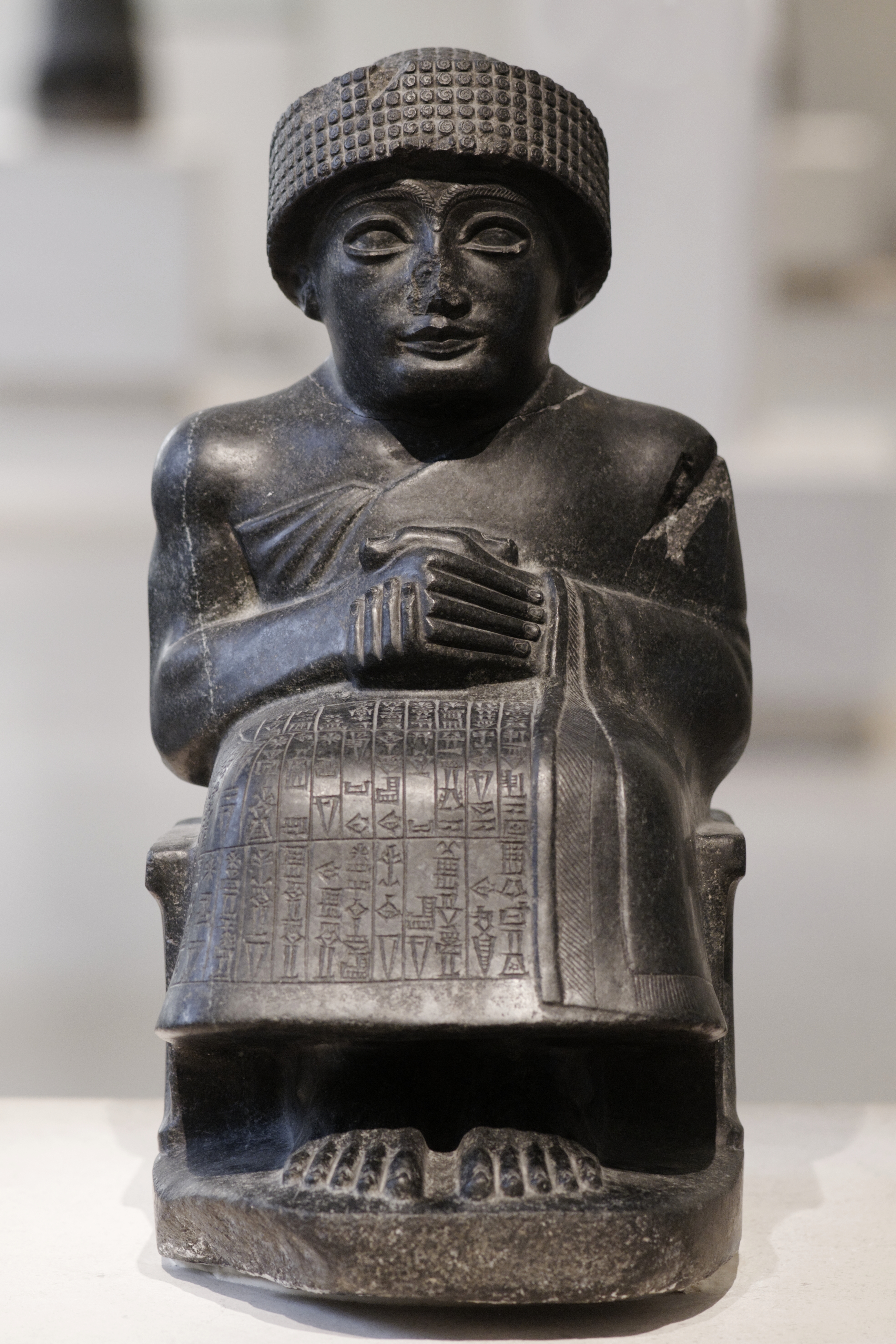
Gudea szobra Girszuból

## Fekvése
Az ősi Lagas városától 22,35 km-re keletre fekvő város.

## Története
A város a Satt al-Gharraf folyó, a Tigris folyó egyik ágának két partja mellett fekszik.
A város környéke sivatagos és vizenyős területen található. A terület egykor Sumer földjéhez tartozott. Valaha az egyik legjelentősebb városállam Lagas birtokolta.
Satra közelében, a várostól 18 km-rel északra fekszik Girszu (Tello) romterülete is egy teljesen sivatagos területen.
Girszu városát még az i. e. 4. évezred végén, vagy a 3. évezred elején alapították. Lagas város jelentőségének csökkenése után a vezető szerepet Girszu városa vette át, de Girszu uralkodói továbbra is mindig Lagas királyának nevezték magukat.

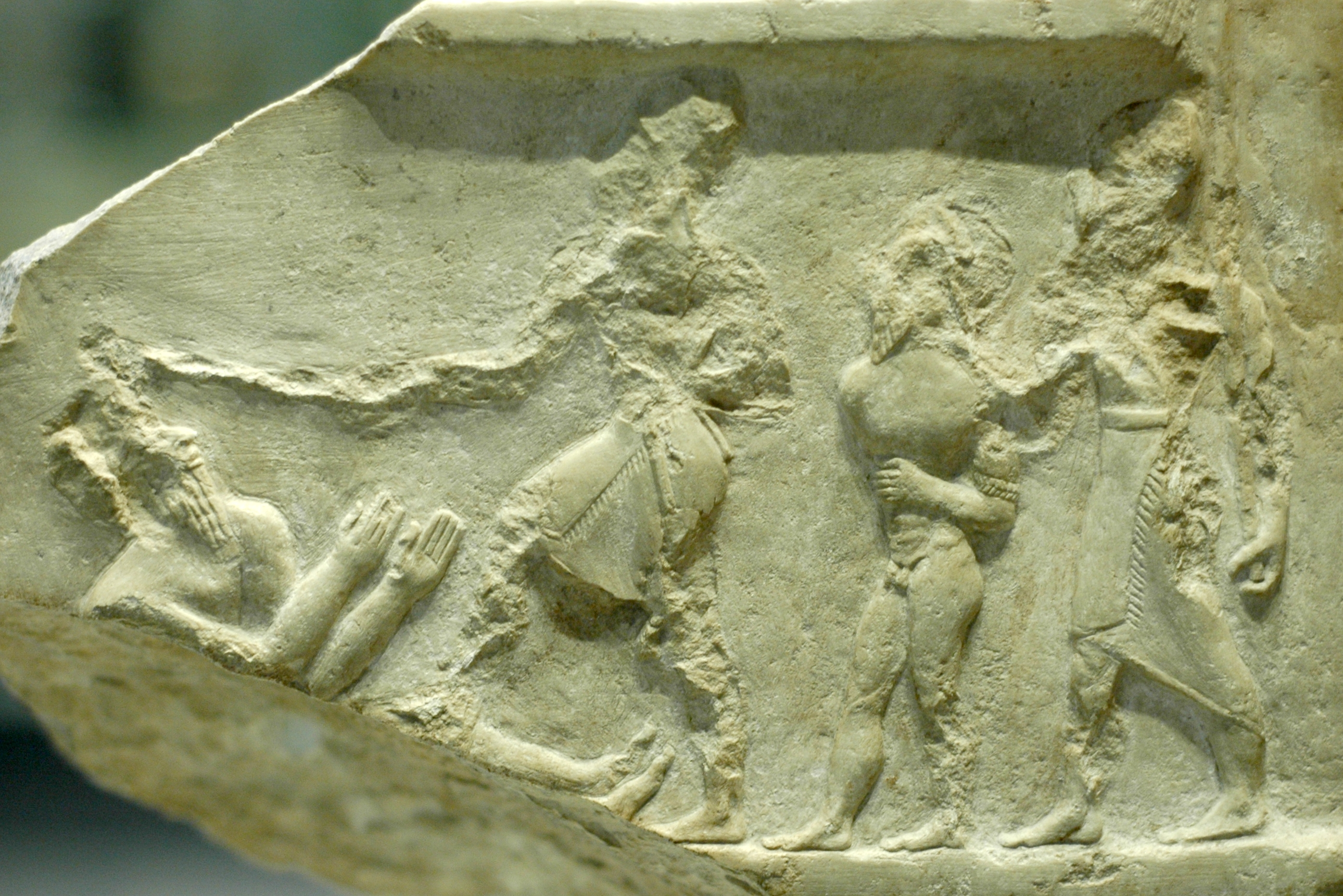
A Girszuban kiásott győzelmi sztélé a Louvrból

Az I. lagasi dinasztia az i. e. XXVI. század kezdetétől majd kétszáz évig, egészen az akkád hódításig uralkodott. Ekkor már Girszu volt a főváros, de az állam neve továbbra is Lagas maradt. A dinasztia alapítója Ur-Nanse volt, akinek unokája, Éannatum elfoglalta Ur és Uruk városokat és legyőzte régi riválisát, Ummát is. A győzelem emlékére állította fel emlékművét a Keselyű sztélét, mely ma a párizsi Louvre-ben található.
Urukagina (i. e. 2415-2400) volt a lagasi dinasztia utolsó királya, aki szociális reformjairól volt híres. Urukaginát 8 évi uralkodása után sz ummai Lugalzaggeszi győzte le, ]irszu városát pedig az ellenség foglalta el és rombolta le. Girszu később Babilónia része lett. Girszut lerombolták ugyan, de nem szűnt meg létezni. Később is lakott hely maradt, bár jelentőségét elvesztette. Még az i. e. II. évezredben is épített itt palotát Adad-nahin-ahhe arámi herceg.
Girszu (Tello) feltárását az 1800-as évek második felében kezdték meg. 1877-1900 között E. de Sarsec, 1903-1933 között G. Cros, 1929-1931 között H. de Genouillac, 1931-1933 között A. Parrot folytatott itt kutatásokat.
A feltárások során Ningirszu temploma (Eninnu) szentélye is napvilágra került.
Az arámi herceg palotája az egykori Gudea Palotája romjaira épült. Az itt folytatott ásatásokon kerültek elő Gudea dioritból faragott szobrai.
Az itt folyt ásatások során az ősi városfalak, egy erődítmény és két városkapu maradványai is előkerültek.

## Galéria

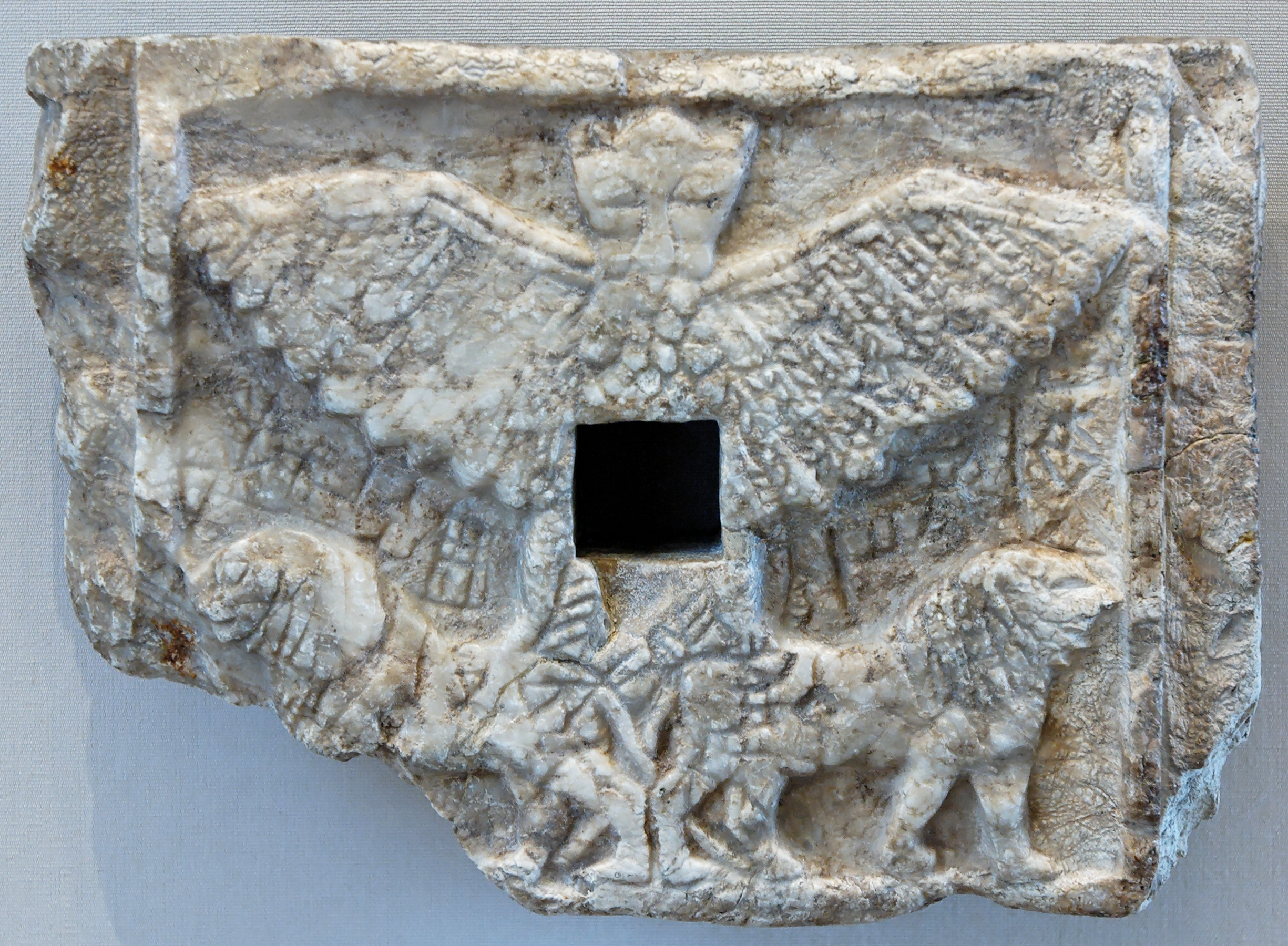
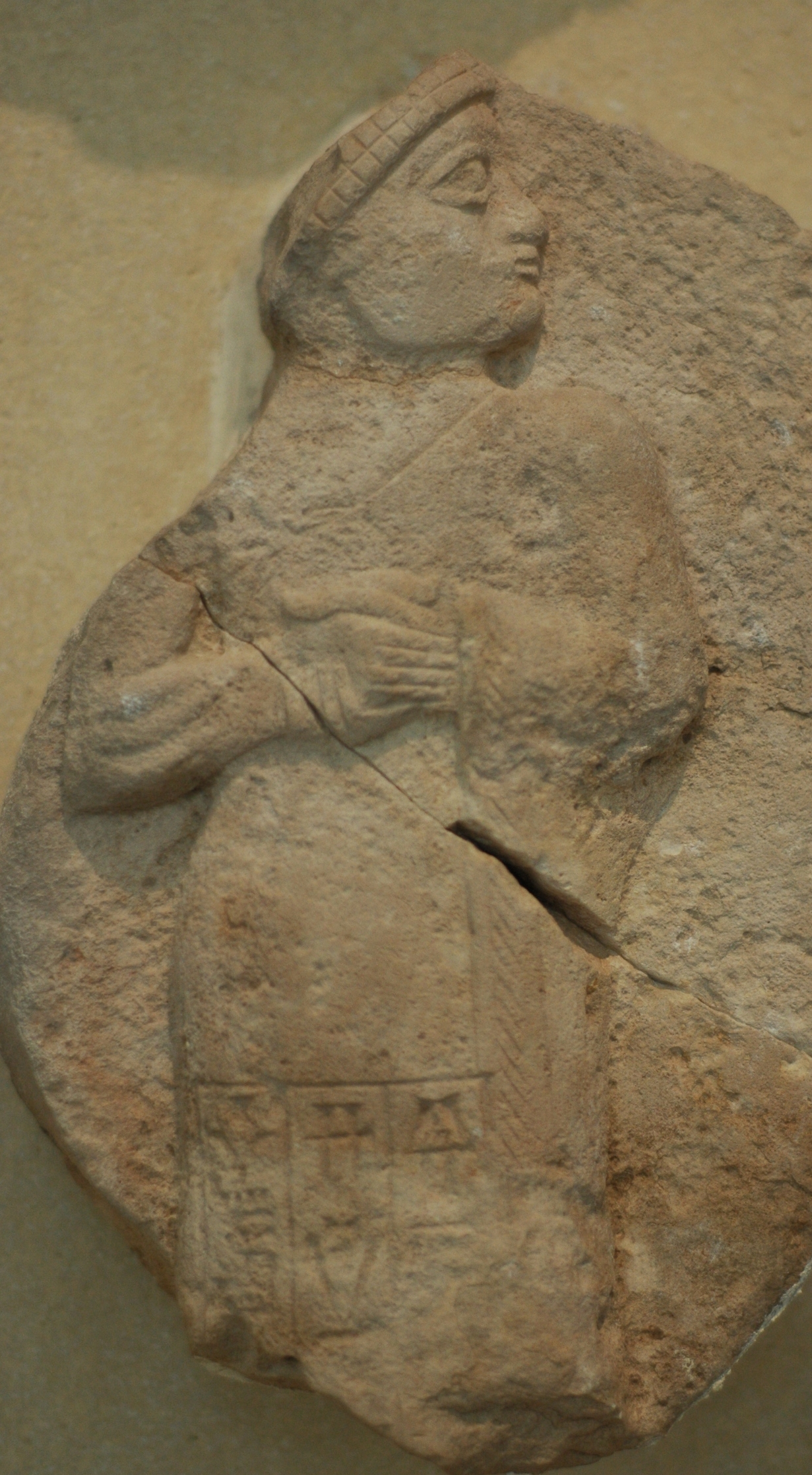
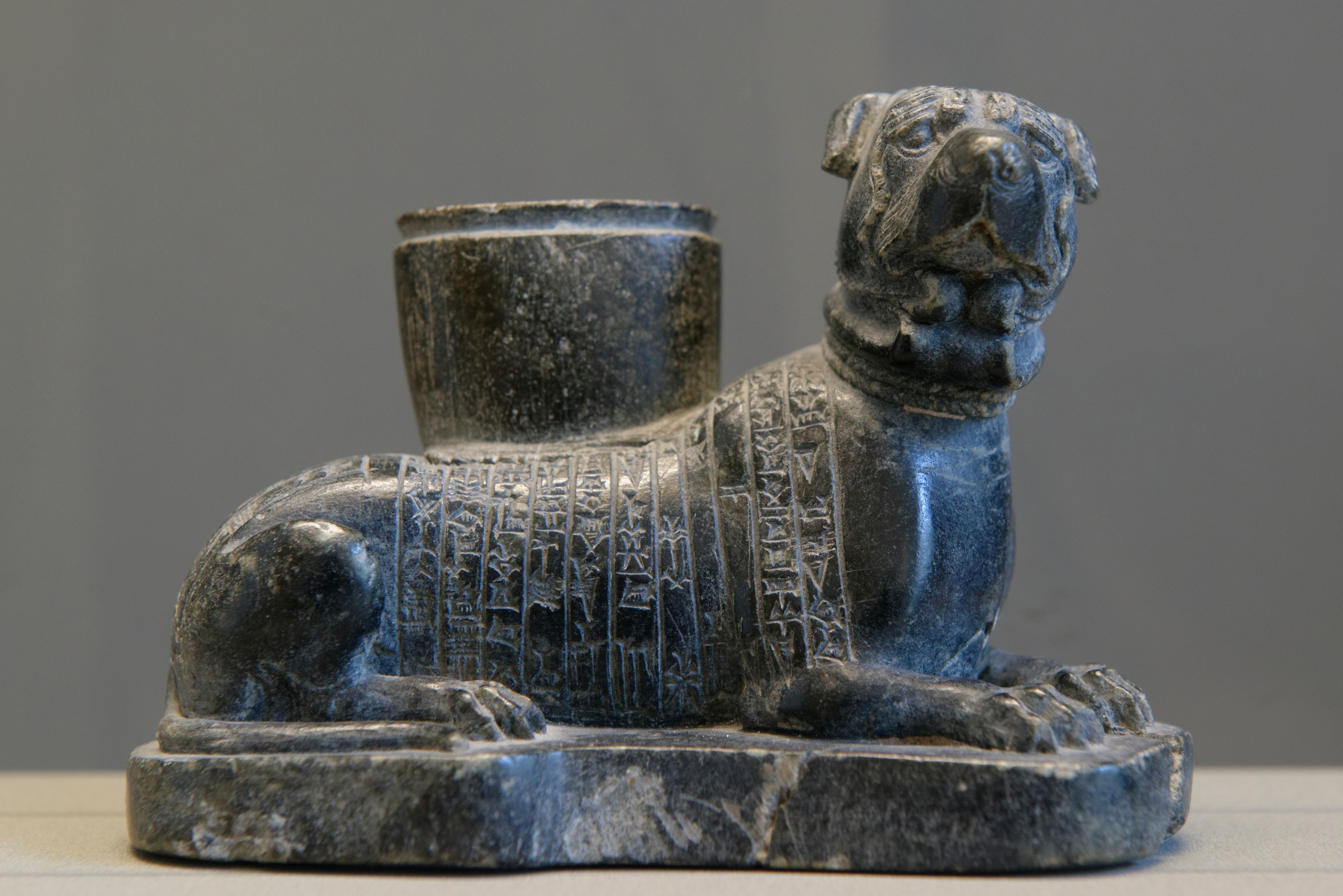